# A Beautiful Day in the Neighborhood
A Beautiful Day in the Neighbourhood (Brasil: Um Lindo Dia na Vizinhança / Portugal: Um Amigo Extraordinário) é um filme estadunidense de 2019 do gênero drama biográfico, dirigido por Marielle Heller, com roteiro de Micah Fitzerman-Blue e Noah Harpster, baseado no artigo da revista Esquire, Can You Say ... Hero?, de Tom Junod. O filme é estrelado por Tom Hanks, Matthew Rhys, Susan Kelechi Watson e Chris Cooper, e estrela Rhys como um jornalista da Esquire que é incumbido de escrever uma matéria sobre o adorado ícone da televisão norte-americana Fred Rogers (Hanks).
O filme teve sua estreia mundial no Festival Internacional de Cinema de Toronto, em 7 de setembro de 2019, e está programado para ser lançado nos Estados Unidos em 22 de novembro de 2019, pela Sony Pictures Releasing.

## Premissa
Um cínico e premiado jornalista, Lloyd Vogel (Matthew Rhys), relutantemente aceita a tarefa para escrever um perfil do adorado ícone da televisão norte-americana, Fred Rogers (Tom Hanks), para a revista Esquire. A perspectiva de Vogel sobre a vida é transformada após seu encontro com Rogers.

## Elenco
- Tom Hanks como Fred Rogers
- Matthew Rhys como Lloyd Vogel (baseado em Tom Junod), um jornalista
- Susan Kelechi Watson como Andrea Vogel (baseado em Tom Junod), esposa Lloyd.
- Chris Cooper como Jerry Vogel (baseado em Tom Junod), pai de Lloyd
- Enrico Colantoni como Bill Isler, Presidente & CEO da Family Communications
- Maryann Plunkett como Joanne Rogers, esposa de Fred
- Tammy Blanchard como Lorraine, irmã de Lloyd e esposa de Todd
- Wendy Makkena como Dorothy, namorada de Jerry
- Carmen Cusack como Margy, um produtor de  Mister Rogers' Neighborhood
- Noah Harpster como Todd, marido de Lorraine e cunhado de Lloyd
- Maddie Corman como Betty Aberlin, uma atriz estrelando como Lady Aberlin em Mister Rogers' Neighborhood
- Christine Lahti como Ellen, editora de Lloyd

Participações notáveis no filme incluem familiares e amigos de Fred Rogers; incluindo sua esposa, Joanne, o ator que interpreta Mister McFeely, David Newell, o chefe da Family Communications, Bill Isler, e a produtora de Mister Rogers' Neighborhood, Margy Whitmer.

## Lançamento
A Beautiful Day in the Neighborhood teve sua estreia mundial no Festival Internacional de Cinema de Toronto, em 7 de setembro de 2019. Originalmente, o filme seria lançado em 18 de outubro de 2019, pela Sony Pictures Releasing, mas em maio de 2018, a data foi postergada um mês, para 22 de novembro de 2019.

### Recepção crítica
No site de agregação de críticas Rotten Tomatoes, o filme tem uma taxa de aprovação de 96% com base em 67 críticas, com uma pontuação média de 7.95/10. O consenso crítico do site diz: "Bem como a amada personalidade da TV que o inspirou, A Beautiful Day in the Neighborhood oferece uma mensagem poderosamente comovente sobre aceitação e compreensão". No Metacritic, o filme tem uma pontuação média ponderada de 82 pontos de 100, com base em críticas de 18 críticos, indicando "aclamação universal".